# يوليوس خان
يوليوس خان (بالإنجليزية: Julius Kahn)‏ هو محامي وسياسي أمريكي، ولد في 28 فبراير 1861 في كوبنهايم في ألمانيا، وتوفي في 18 ديسمبر 1924 في سان فرانسيسكو في الولايات المتحدة. حزبياً، نشط في الحزب الجمهوري. وقد انتخب عضو جمعية ولاية كاليفورنيا وانتخب عضو مجلس النواب الأمريكي.